# Saint-Thomas (Aisne)
Pour les articles homonymes, voir Saint-Thomas.
Saint-Thomas est une commune française située dans le département de l'Aisne, en région Hauts-de-France.

### Localisation

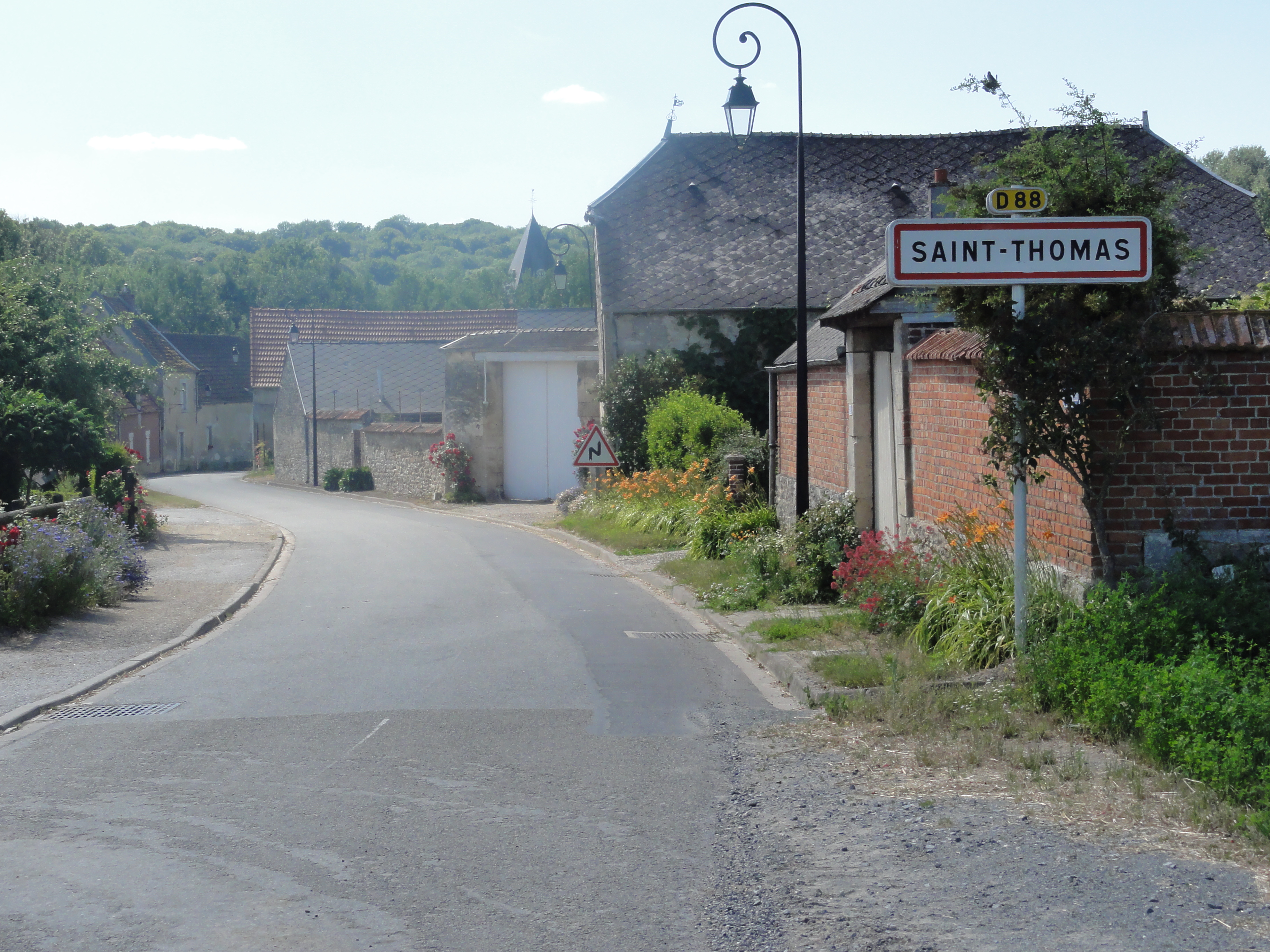
Entrée de Saint-Thomas.

## Géographie

### Hydrographie

#### Réseau hydrographique
La commune est située dans le bassin Seine-Normandie. Elle est drainée par le cours d'eau 01 de Saint-Thomas, le ru du Moulin et un autre petit cours d'eau,.

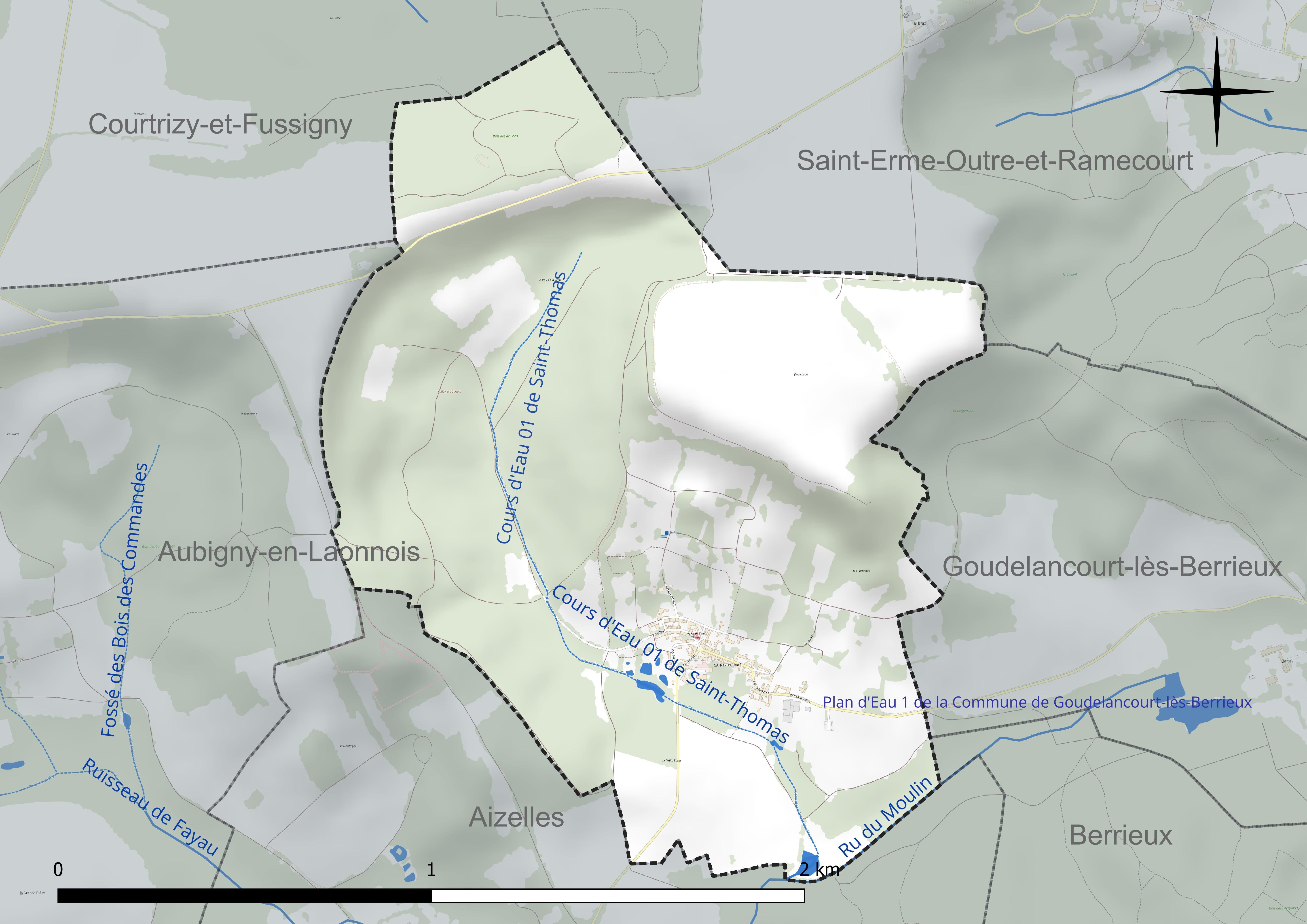
Réseau hydrographique de Saint-Thomas.

#### Gestion et qualité des eaux
Le territoire communal est couvert par le schéma d'aménagement et de gestion des eaux (SAGE) « Aisne Vesle Suippe ». Ce document de planification, dont le territoire s'étend sur 3 096 km2 répartis sur trois départements (Aisne, Marne et Ardennes) et deux régions (Champagne-Ardenne et Picardie), a été approuvé le 16 décembre 2013. La structure porteuse de l'élaboration et de la mise en œuvre est le Syndicat d'aménagement des bassins Aisne Vesle Suippe (SIABAVES).
La qualité des cours d'eau peut être consultée sur un site spécial géré par les agences de l'eau et l'Agence française pour la biodiversité.

### Climat
Pour des articles plus généraux, voir Climat des Hauts-de-France et Climat de l'Aisne.
En 2010, le climat de la commune est de type climat océanique dégradé des plaines du Centre et du Nord, selon une étude du CNRS s'appuyant sur une série de données couvrant la période 1971-2000. En 2020, Météo-France publie une typologie des climats de la France métropolitaine dans laquelle la commune est exposée à un climat océanique altéré et est dans la région climatique Nord-est du bassin Parisien, caractérisée par un ensoleillement médiocre, une pluviométrie moyenne régulièrement répartie au cours de l'année et un hiver froid (3 °C).
Pour la période 1971-2000, la température annuelle moyenne est de 10,6 °C, avec une amplitude thermique annuelle de 15,7 °C. Le cumul annuel moyen de précipitations est de 779 mm, avec 12,7 jours de précipitations en janvier et 9,4 jours en juillet. Pour la période 1991-2020, la température moyenne annuelle observée sur la station météorologique la plus proche, située sur la commune de Martigny-Courpierre à 10 km à vol d'oiseau, est de 10,7 °C et le cumul annuel moyen de précipitations est de 734,4 mm,. Pour l'avenir, les paramètres climatiques de la commune estimés pour 2050 selon différents scénarios d'émission de gaz à effet de serre sont consultables sur un site spécial publié par Météo-France en novembre 2022.

## Urbanisme

### Typologie
Au 1er janvier 2024, Saint-Thomas est catégorisée commune rurale à habitat dispersé, selon la nouvelle grille communale de densité à 7 niveaux définie par l'Insee en 2022.
Elle est située hors unité urbaine. Par ailleurs la commune fait partie de l'aire d'attraction de Reims, dont elle est une commune de la couronne,. Cette aire, qui regroupe 294 communes, est catégorisée dans les aires de 200 000 à moins de 700 000 habitants,.

### Occupation des sols
L'occupation des sols de la commune, telle qu'elle ressort de la base de données européenne d'occupation biophysique des sols Corine Land Cover (CLC), est marquée par l'importance des forêts et milieux semi-naturels (54,2 % en 2018), en diminution par rapport à 1990 (63,9 %). La répartition détaillée en 2018 est la suivante :
forêts (54,2 %), terres arables (25,5 %), zones agricoles hétérogènes (20,4 %).
L'évolution de l'occupation des sols de la commune et de ses infrastructures peut être observée sur les différentes représentations cartographiques du territoire : la carte de Cassini (XVIIIe siècle), la carte d'état-major (1820-1866) et les cartes ou photos aériennes de l'IGN pour la période actuelle (1950 à aujourd'hui).

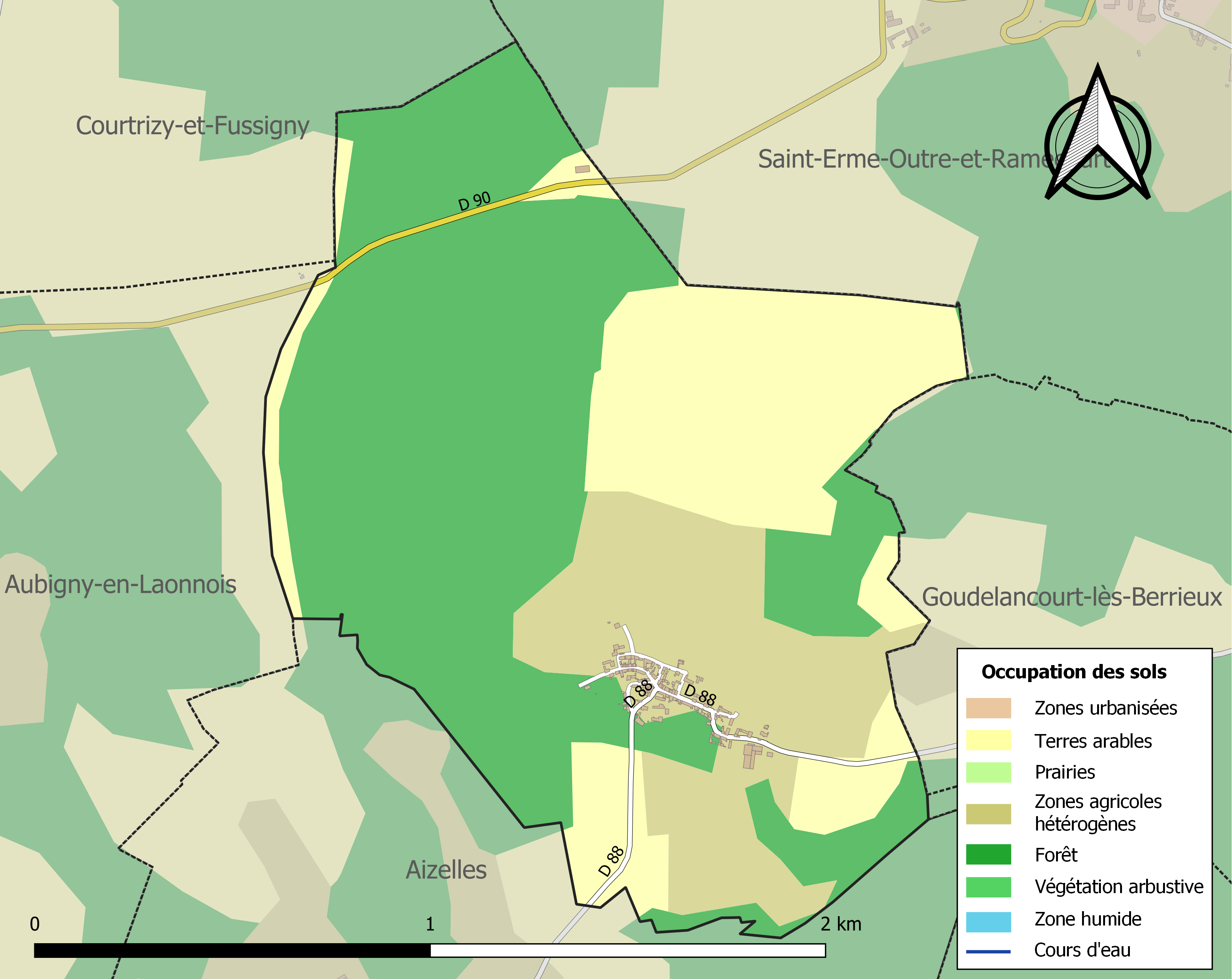
Carte de l'occupation des sols de la commune en 2018 (CLC).

## Toponymie
Le nom de la localité est attesté sous les formes Ecclesia Sancti-Thome (1151) ; Sainct-Thomas (1586).
Saint-Thomas est un hagiotoponyme.

## Histoire

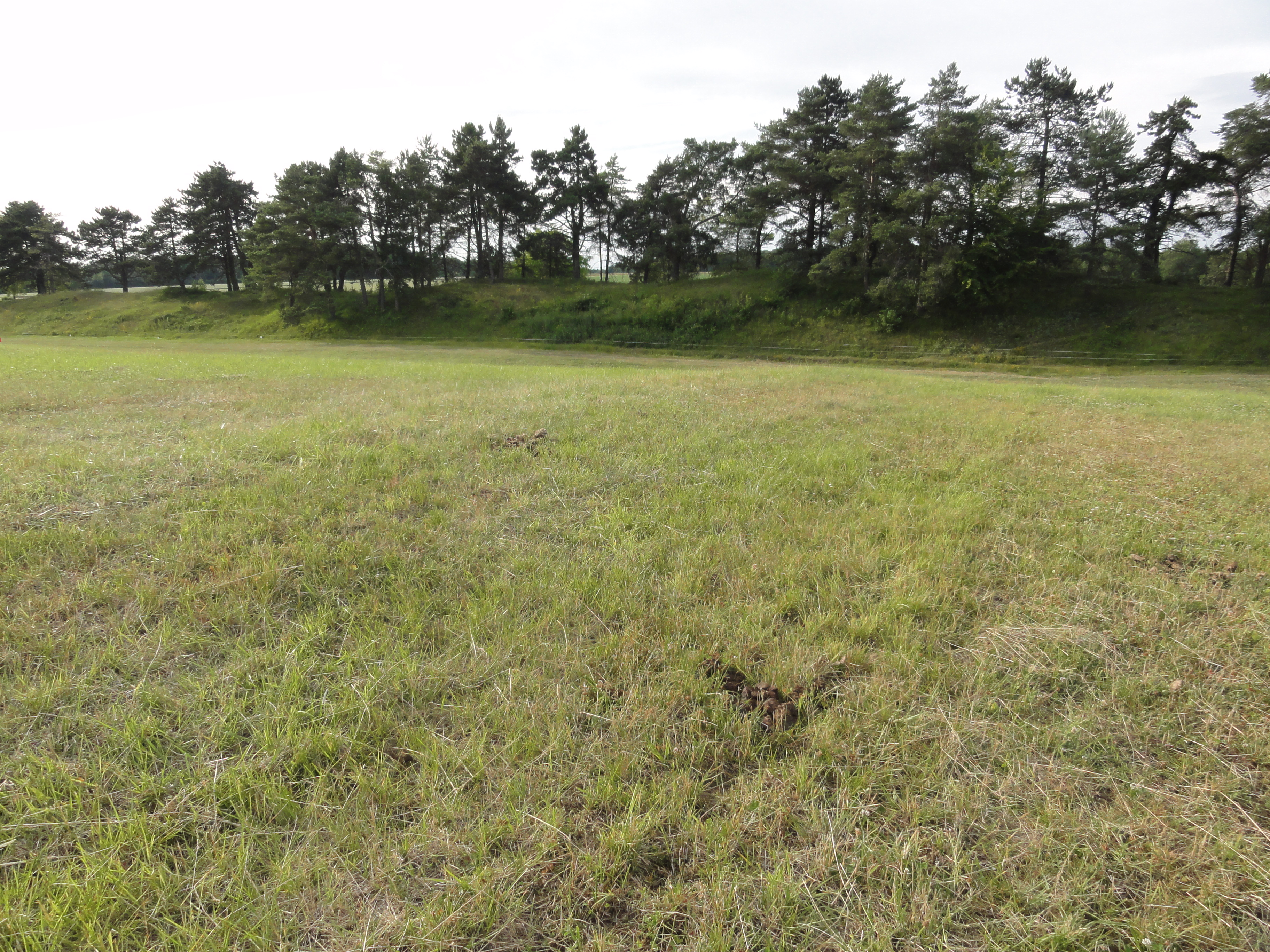
Camp des Romains avec le mur gaulois.

Le lieu-dit Camp des Romains est l'oppidum du Vieux-Laon qui domine le village. C'est sûrement le fameux Bibrax (et non pas Bibracte) cité par Jules César dans sa Guerre des Gaules.

L'oppidum de Saint-Thomas frappe par son étendue et constitue un site historique de premier ordre, sa flore particulière et son orientation raviront également les amateurs de nature et de randonnées.

Conquête de la Gaule par Jules César sur le site du ministère de la culture et de la communication du gouvernement
Avant 1081, le territoire de Saint-Thomas, inhabité, appartenait à la seigneurie de Berrieux. Un prieuré bénédictin est installé à Saint-Thomas en 1081 par l'abbaye Saint-Vincent de Laon. L'église Saint-Thomas est mentionnée en 1151, les murs de la nef en arêtes de poisson de l'actuelle église datent de cette époque.
La seigneurie de Saint-Thomas dépendait de ce prieuré.
Le prieuré est supprimé à la Révolution et transformé en une pension de famille, où l'écrivain Anatole France a séjourné.
Le 14 octobre 1918, le village, partiellement détruit (3 bâtiments : le moulin et 2 maisons), est libéré par le 320e régiment d'infanterie.

## Politique et administration

### Découpage territorial
La commune de Saint-Thomas est membre de la communauté de communes du Chemin des Dames, un établissement public de coopération intercommunale (EPCI) à fiscalité propre créé le 29 décembre 1995 dont le siège est à Craonne. Ce dernier est par ailleurs membre d'autres groupements intercommunaux.
Sur le plan administratif, elle est rattachée à l'arrondissement de Laon, au département de l'Aisne et à la région Hauts-de-France. Sur le plan électoral, elle dépend du canton de Villeneuve-sur-Aisne pour l'élection des conseillers départementaux, depuis le redécoupage cantonal de 2014 entré en vigueur en 2015, et de la première circonscription de l'Aisne  pour les élections législatives, depuis le dernier découpage électoral de 2010.

### Administration municipale
| Période                                  | Période                       | Identité              | Étiquette | Qualité                                                    |
| ---------------------------------------- | ----------------------------- | --------------------- | --------- | ---------------------------------------------------------- |
| Les données manquantes sont à compléter. |                               |                       |           |                                                            |
| septembre 1840                           | janvier 1871                  | Jean Louis Famelart   |           | Vigneron                                                   |
| février 1871                             | février 1874                  | Auguste Froment       |           |                                                            |
| mars 1874                                | avril 1884                    | Ernest Émile Famelart |           | Cultivateur                                                |
| Les données manquantes sont à compléter. |                               |                       |           |                                                            |
| avant 1995                               | En cours (au 13 juillet 2020) | Hervé Girard          | DVG       | Retraité de l'enseignement Réélu pour le mandat 2020-2026, |

## Démographie
L'évolution du nombre d'habitants est connue à travers les recensements de la population effectués dans la commune depuis 1793. Pour les communes de moins de 10 000 habitants, une enquête de recensement portant sur toute la population est réalisée tous les cinq ans, les populations de référence des années intermédiaires étant quant à elles estimées par interpolation ou extrapolation. Pour la commune, le premier recensement exhaustif entrant dans le cadre du nouveau dispositif a été réalisé en 2005.

En 2022, la commune comptait 72 habitants, en évolution de −12,2 % par rapport à 2016 (Aisne : −1,97 %, France hors Mayotte : +2,11 %).
| 1793 | 1800 | 1806 | 1821 | 1831 | 1836 | 1841 | 1846 | 1851 |
| ---- | ---- | ---- | ---- | ---- | ---- | ---- | ---- | ---- |
| 269  | 269  | 256  | 244  | 247  | 237  | 222  | 200  | 204  |

| 1856 | 1861 | 1866 | 1872 | 1876 | 1881 | 1886 | 1891 | 1896 |
| ---- | ---- | ---- | ---- | ---- | ---- | ---- | ---- | ---- |
| 188  | 185  | 185  | 171  | 168  | 167  | 154  | 131  | 143  |

| 1901 | 1906 | 1911 | 1921 | 1926 | 1931 | 1936 | 1946 | 1954 |
| ---- | ---- | ---- | ---- | ---- | ---- | ---- | ---- | ---- |
| 146  | 133  | 119  | 101  | 107  | 106  | 113  | 107  | 109  |

| 1962 | 1968 | 1975 | 1982 | 1990 | 1999 | 2005 | 2006 | 2010 |
| ---- | ---- | ---- | ---- | ---- | ---- | ---- | ---- | ---- |
| 97   | 98   | 81   | 91   | 80   | 66   | 77   | 76   | 97   |

| 2015 | 2020 | 2022 | - | - | - | - | - | - |
| ---- | ---- | ---- | - | - | - | - | - | - |
| 85   | 74   | 72   | - | - | - | - | - | - |

## Lieux et monuments
- Oppidum du Vieux Laon : Bibrax
- Église Saint-Thomas, église priorale du prieuré de même nom, fondée au XIe siècle et légèrement remaniée au XIXe[25].
- Prieuré de Saint-Thomas.
- Château de Saint-Thomas. Classé M.H.
- Plaque monument aux morts sur la mairie.
- Plaque commémorative de l'institutrice Marthe Lefèvre, déportée, morte à Ravensbrück.

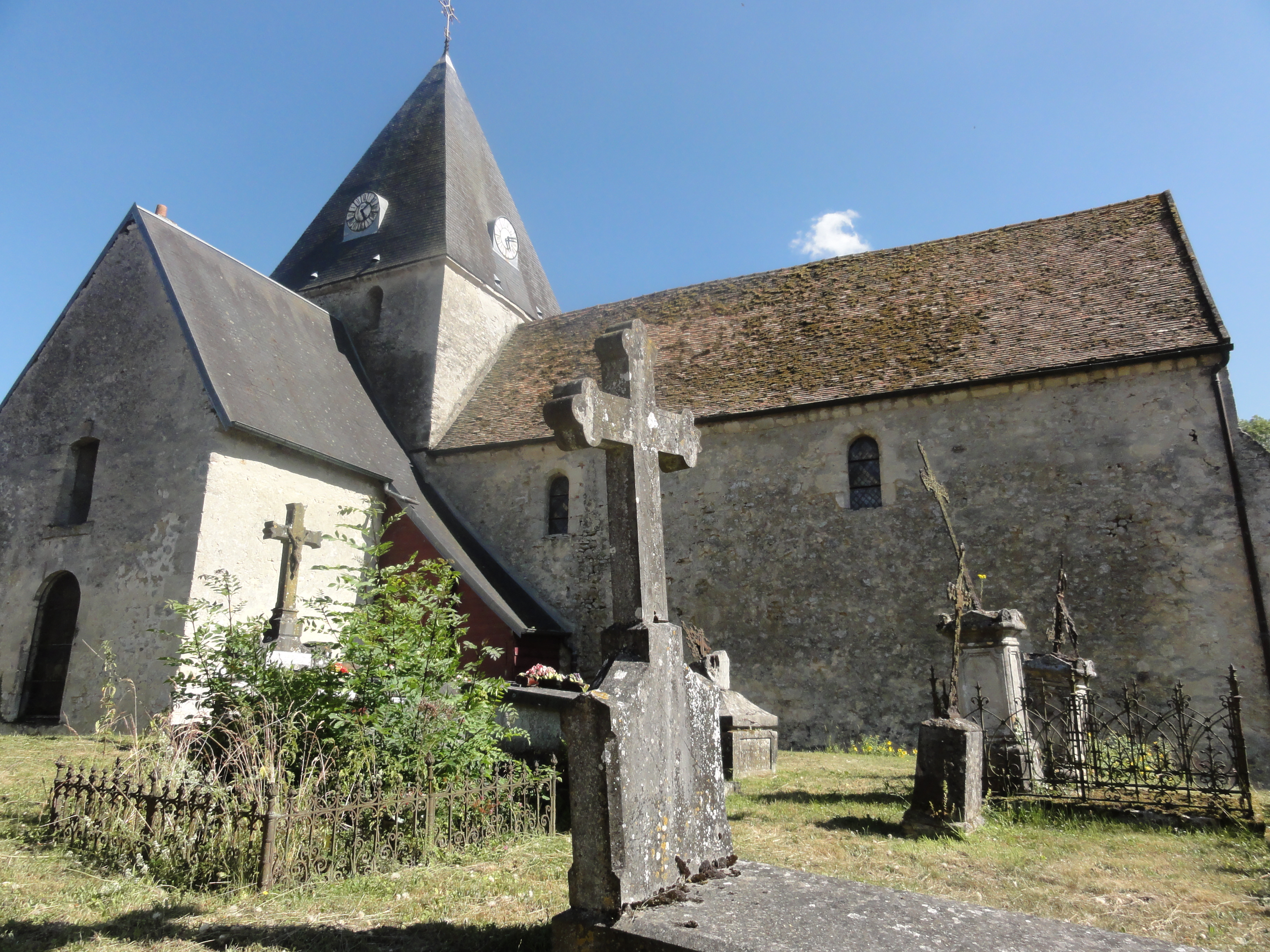
Église Saint-Thomas.
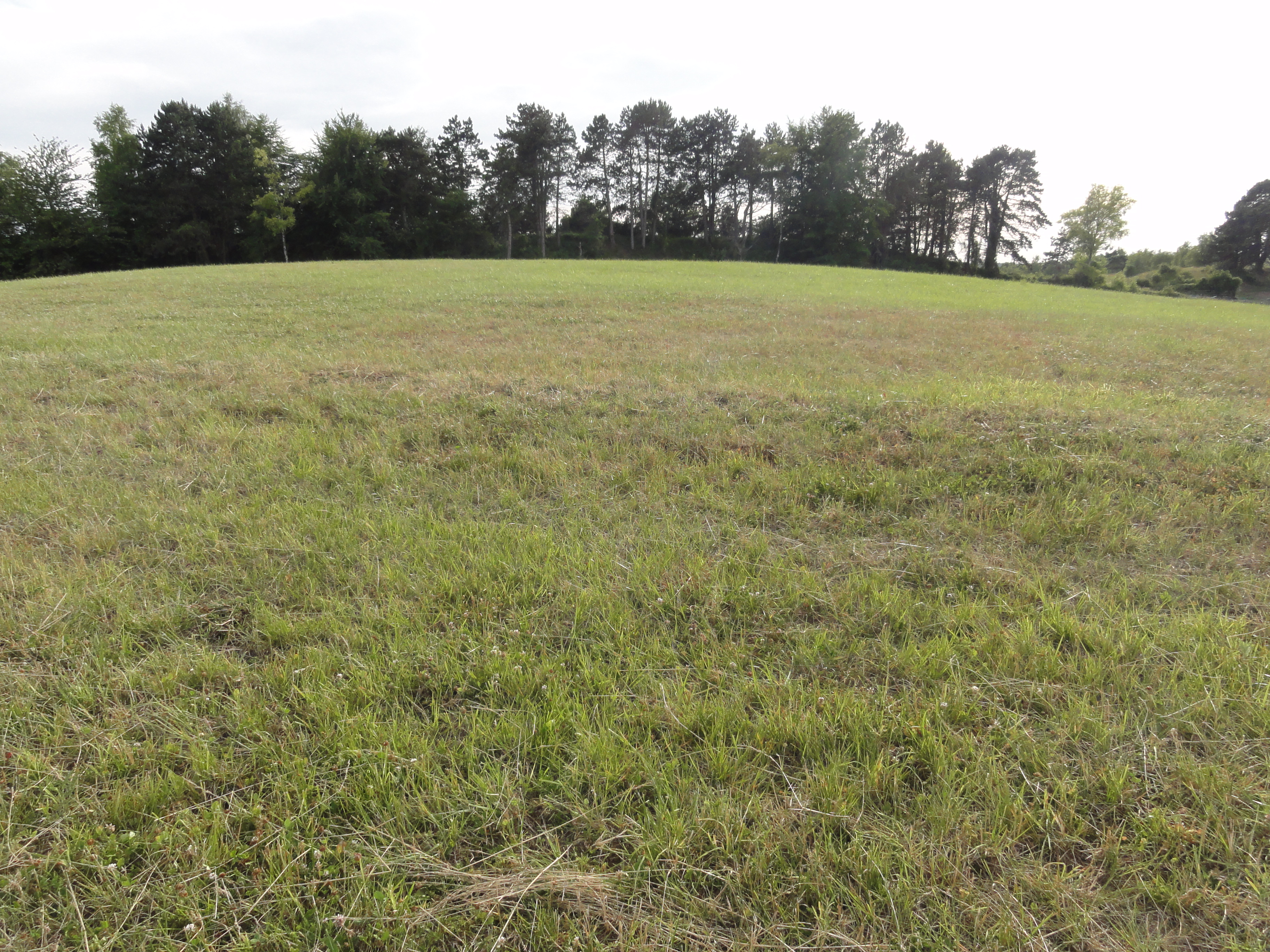
Le camp des Romains.
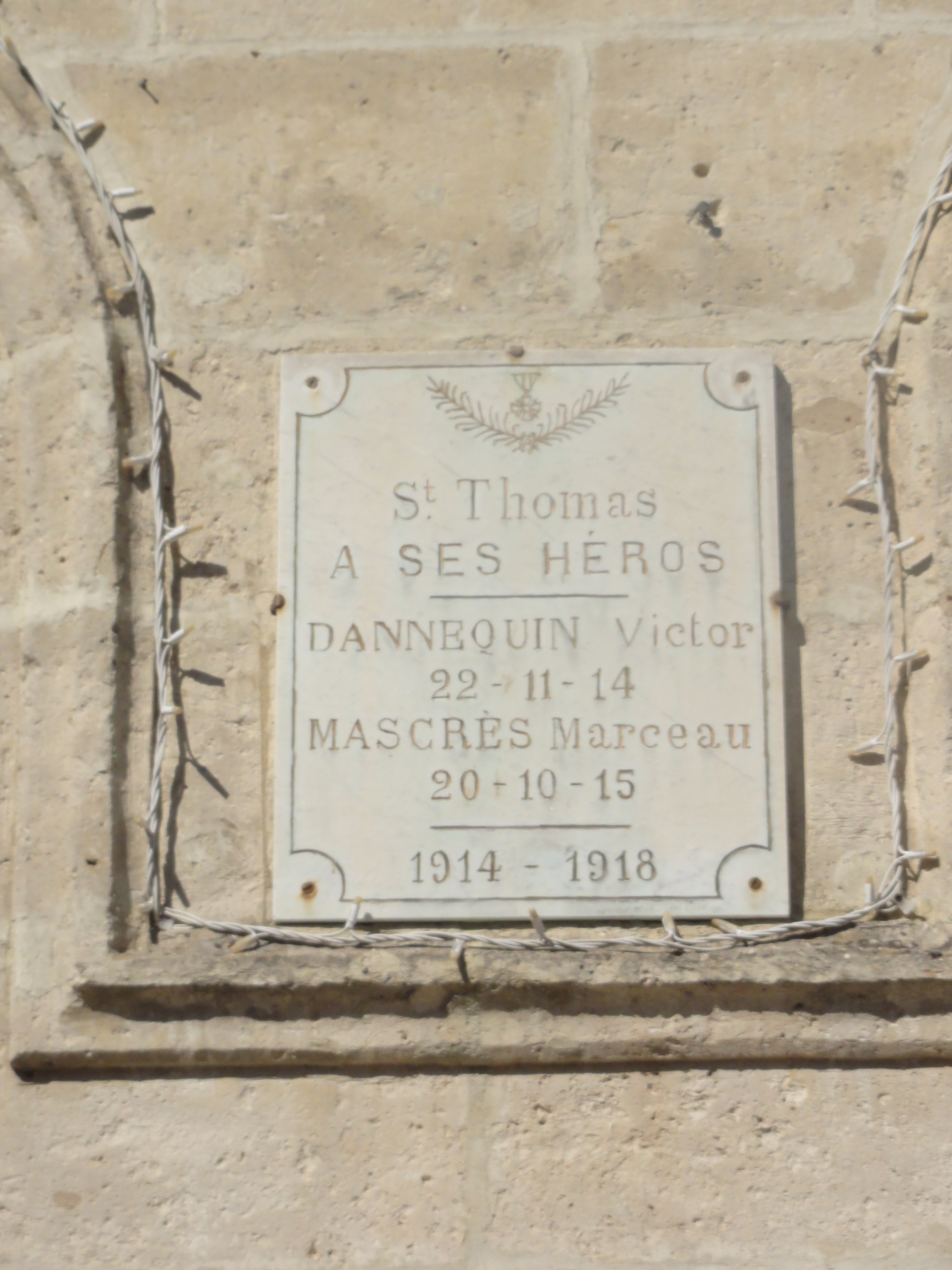
Plaque monument aux morts.
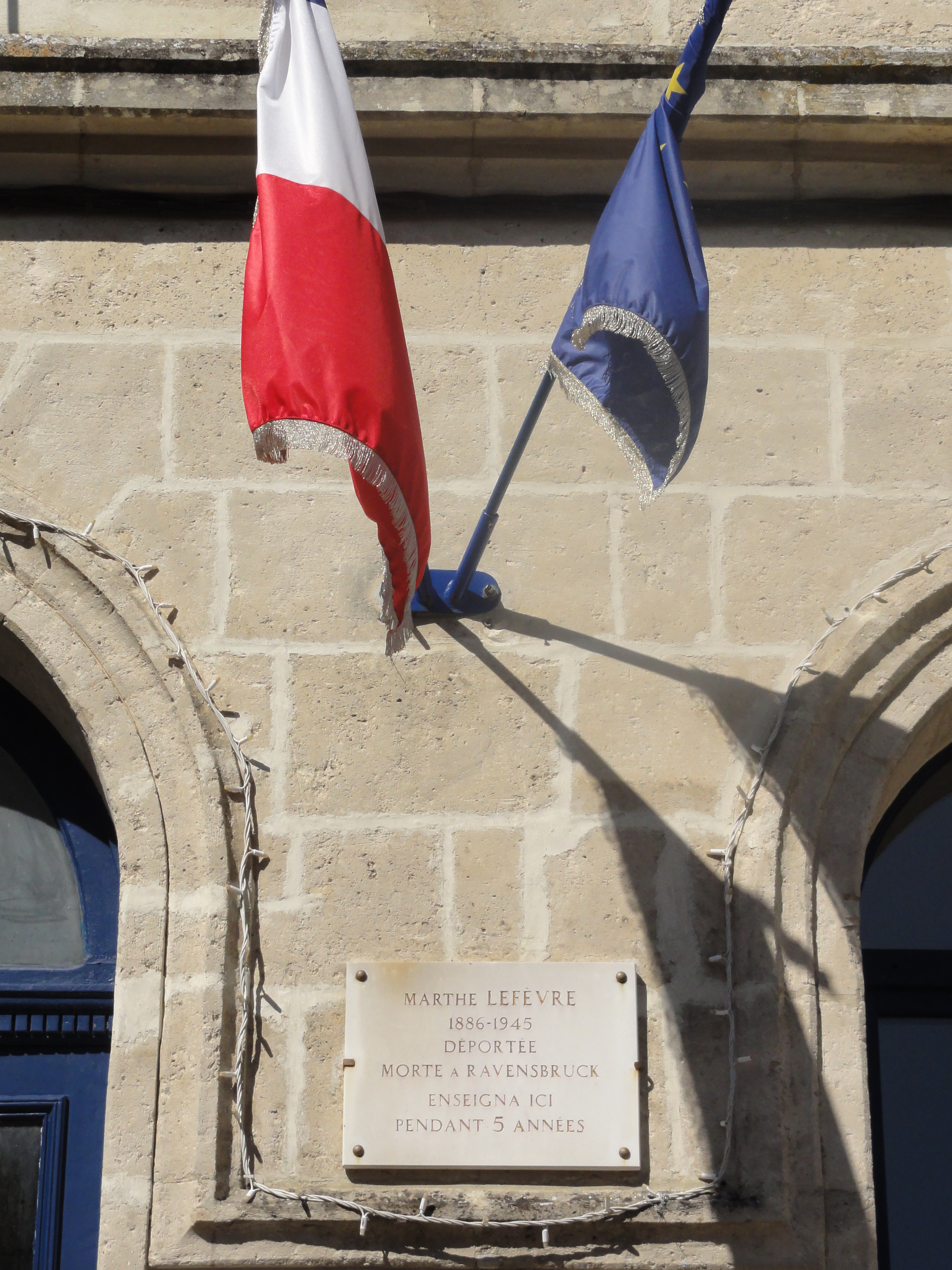
Plaque Marthe Lefèvre.

## Personnalités liées à la commune
- L'écrivain Anatole France y a séjourné. Il y aurait écrit Le jardin d'Épicure et partiellement aussi La Rôtisserie de la reine Pédauque.